# Любовното лято на един льохман
„Любовното лято на един льохман“ е български игрален филм (драма) от 1990 година, по сценарий и режисура на Людмил Тодоров. Оператор е Стефан Иванов. Създаден е по разказа „Лъчо“ на Людмил Тодоров. Музиката във филма е композирана от Антони Дончев.

## Награди
- Специалната награда на журито на 21 ФБИФ София, 1990; Голямата награда на МКФ Торино, Италия, 1990.

## Състав

### Актьорски състав
| Роля              | Изпълнител                             |
| ----------------- | -------------------------------------- |
| Лъчезар /Лъчо/    | Емил Котев                             |
| Свежият           | Петър Попйорданов                      |
| Кучето            | Александър Морфов                      |
| Красимир „Братец“ | Христо Шопов                           |
| Певицата Надя     | Марияна Крумова                        |
| Певицата Катя     | Рени Врангова                          |
| Корнелия          | Нона Милева                            |
| Музикантите:      | Иван Савов Петър Кръстев Илиян Балинов |
| Шофьор на автобус | Христо Гърбов                          |
| Дете              | Сабина Бакева                          |
| Баба              | Катя Тодорова                          |

### Творчески и технически екип
| Режисьор Сценарий  | Людмил Тодоров                                                                                      |
| Оператор           | Стефан Иванов                                                                                       |
| Художник           | Георги Тодоров                                                                                      |
| Костюми            | Елена Иванова                                                                                       |
| Музика             | Антони Дончев                                                                                       |
| Звук               | Борислав Бояджиев                                                                                   |
| Редактор           | Валентина Радинска                                                                                  |
| Монтаж             | Павлина Шаралиева                                                                                   |
| Директор           | Руси Люкцанов                                                                                       |
| Втори режисьор     | Екатерина Далкалъчева                                                                               |
| Втори оператор     | Рали Ралчев                                                                                         |
| Втори художник     | Славчо Савов                                                                                        |
| Асистент-режисьор  | Павлина Димитрова                                                                                   |
| Асистент-оператори | Жеко Манев Веселин Кръстев Александър Павлов Александър Златев                                      |
| Асистент-монтажист | Албена Стоименова                                                                                   |
| Скриптър           | Мария Атанасова                                                                                     |
| Комбинирани снимки | Тотьо Начев Борислав Икономов                                                                       |
| Фотограф           | Тодор Костов                                                                                        |
| Цветен четец       | Габриела Мирчева                                                                                    |
| Осветление         | Веселин Антонов Христо Еланджиев Юри Моллов Людмил Димитров Едуард Тошев                            |
| Грим               | Софи Хвърлева                                                                                       |
| Тонтехник          | Сергей Павлов                                                                                       |
| Реквизит           | Никола Сотиров Васко Петков                                                                         |
| Декор              | Кирил Кирилов                                                                                       |
| Гардероб           | Маргарита Трасиева                                                                                  |
| Организатори       | Людмила Кирилова Васил Радоев Нели Дурчева Вера Петрова Борис Александрийски                        |
| Производство       | Българска кинематография Студия за игрални филми „БОЯНА“ Творчески колектив „64“ /Copyright © 1990/ |